# Sedlo pod Babou

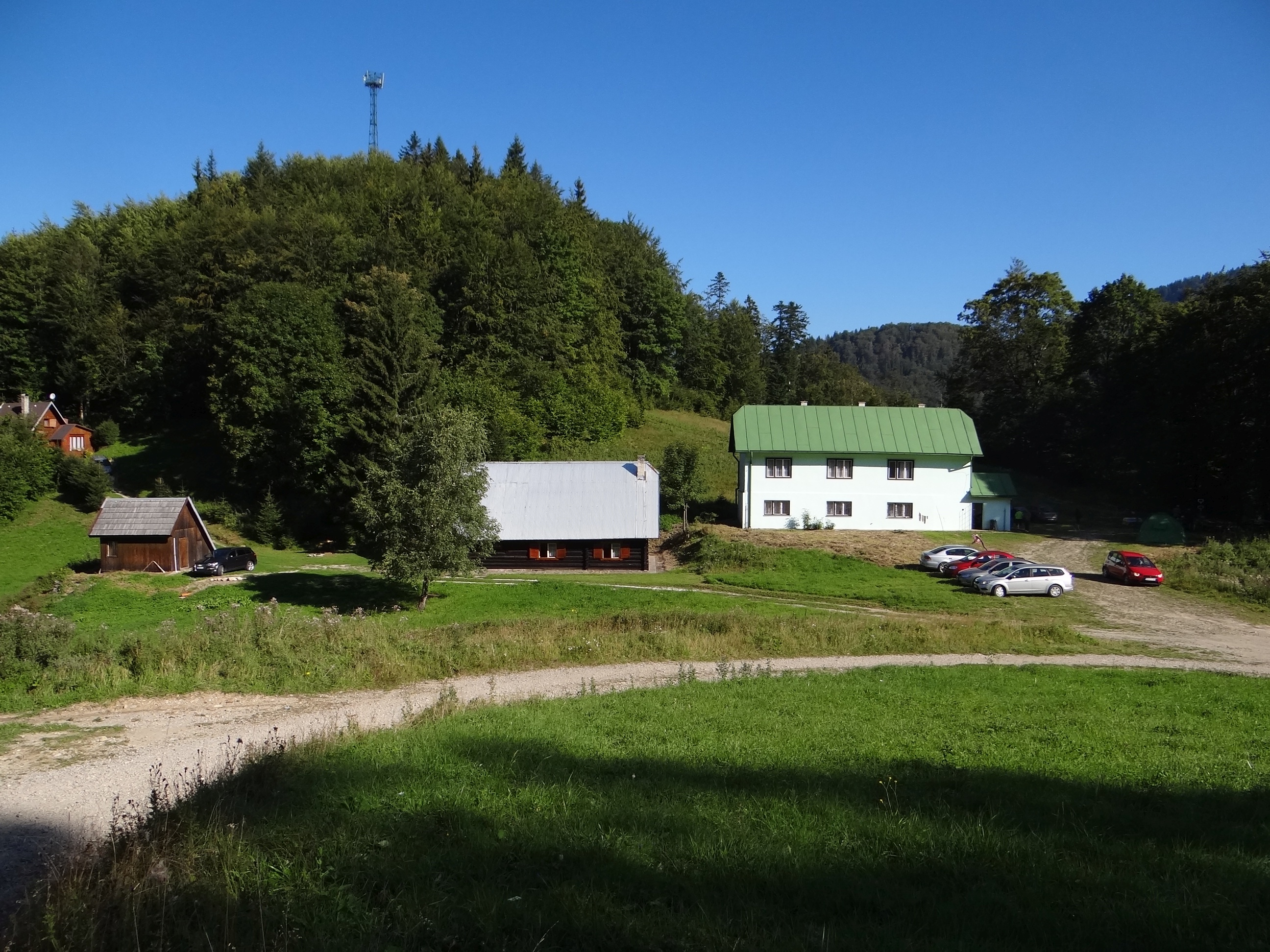
Sedlo pod Babou i widok na szczyt 1002 m

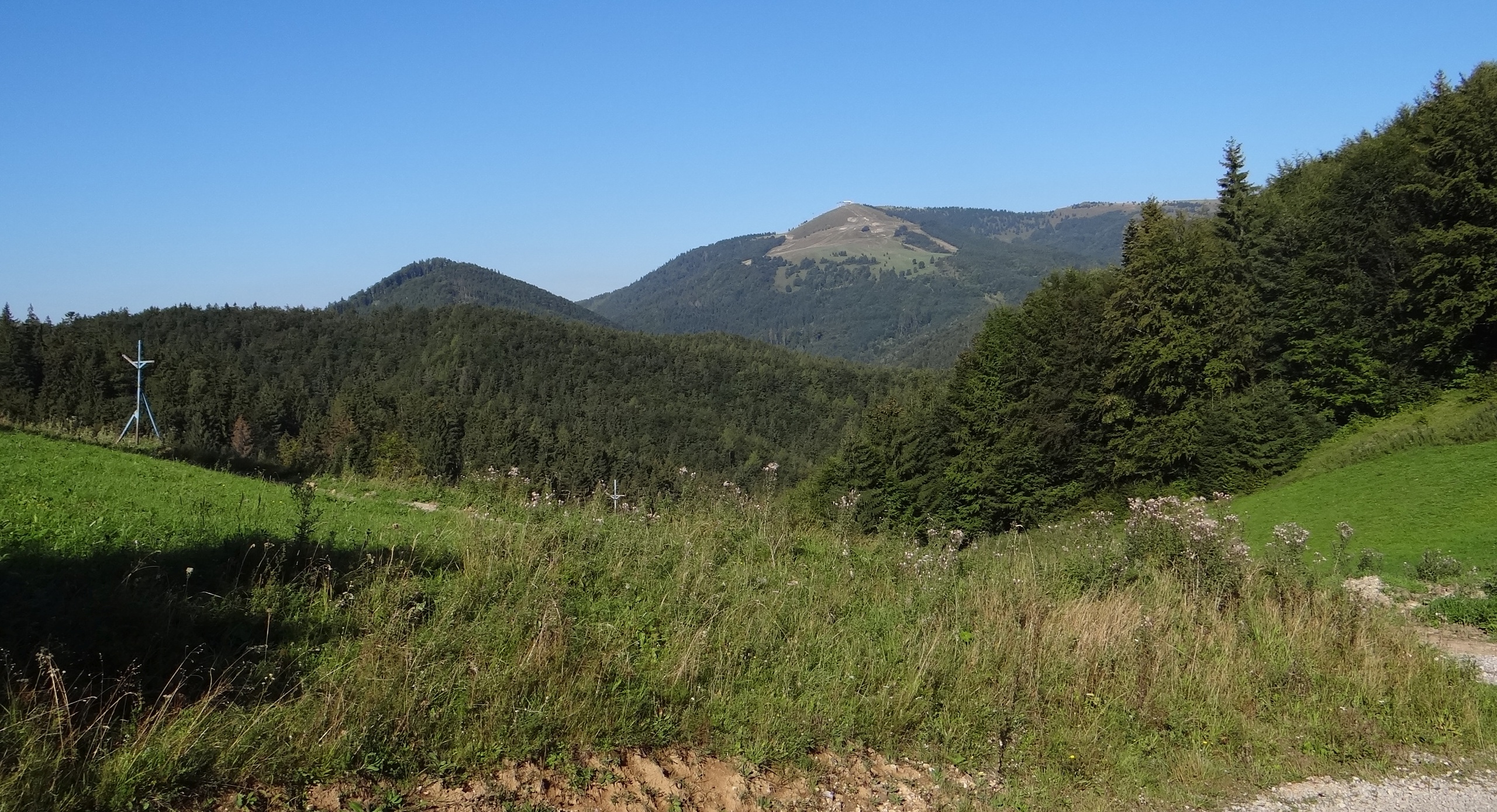
Widok z przełęczy na Magurę i Zvolen

Sedlo pod Babou – przełęcz w zachodniej części Niżnych Tatr na Słowacji, pomiędzy szczytem Baba (1120 m) i bezimiennym szczytem 1002 m wznoszącym się od południowej strony nad uzdrowiskiem Korytnica-kúpele. Na szczycie tym znajduje się przekaźnik telekomunikacyjny.
Rejon przełęczy jest trawiasty, dzięki temu roztacza się z niego ograniczona panorama widokowa na zachód, na Korytnicką dolinę i szczyty Magura i Zvolen z wyciągiem krzesełkowym. Na przełęczy znajduje się kilka domów letniskowych. Dochodzi tutaj droga z uzdrowiska Korytnica-kúpele. Drogą tą prowadzi szlak turystyczny, na przełęczy ostro zmieniający kierunek.

## Szlaki turystyczne
Korytnica rázcestie – Korytnica-kúpele – sedlo pod Babou – Przełęcz Hiadelska – Hiadeľska dolina – Hiadeľ